# Russell Teibert
Russell Teibert (Niagara Falls, 22 dicembre 1992) è un ex calciatore canadese di origini italiane e tedesche, di ruolo centrocampista.

## Palmarès

### Club

#### Competizioni nazionali
- Canadian Championship: 3

Vancouver Whitecaps: 2015, 2022,  2023

### Individuale
- George Gross Memorial Trophy: 1

2015